# Haldenrundweg
Der Haldenrundweg ist mehrtägiger Rundwanderweg im Regionalverband Saarbrücken. Er führt durch den Saarkohlewald, zu kulturell bedeutsamen Überresten der Saarländischen Industriekultur und zu den Bergehalden, welche um den Wald herum angesiedelt sind.
Der Wanderweg ist durchgehend beschildert.

## Hintergrund
Im 19. Jahrhundert begann im Saarland der industrielle Bergbau und prägte die Region bis etwa in die 1970er Jahre. Der Bergbau beeinflusste dabei nicht nur die Wirtschaft, sondern sorgte auch für die Urbanisierung in den Seitentälern der Saar in der ersten Hälfte des 20. Jahrhunderts. Ab den 1960er Jahren begann dann der rasante Rückgang der Montanindustrie. Dabei stellen die Bergehalden des Saarlands eines der verbleibenden Zeugnisse der Bergbautradition dar. Laut Delf Slotta gibt es im Saarland etwa 70 größere Bergehalden und etliche Kleine. Um 2000 wurden einige davon durch das Projekt Regionalpark Saar in den Mittelpunkt der Landschaftsentwicklung gestellt. Um manche Halden sichtbar zu halten, werden diese seitdem auch vor Überwucherung geschützt, wohingegen es noch in den 1990er Jahren das Ziel war diese aufzuforsten und sie somit diskret in die Landschaft zu integrieren.
Im Zuge des Projekts Regionalpark Saar wurde auch der Haldenrundweg geschaffen, welcher die Halden rund um den Saarkohlewald miteinander verbindet.
2010 musste eine alte Brücke am Ortsausgang von Quierschied abgerissen werden, da sie marode wurde. Über sie führte der Wanderweg nach Göttelborn.
Im folgenden Jahr wurde dann eine neue Fußgängerbrücke als Ersatz gebaut und eingeweiht. Die Kosten der Brücke, welche sich auf 12000 Euro beliefen, wurden von SaarForst und dem Kraftwerk Weiher getragen. Während des Baus der neuen Brücke wurde der Haldenrundweg über die nahegelegene Straße umgeleitet.
Seit 2012 führt der Verein RAG-Hartfüßler-Trail einen Lauf aus, welcher über Teile des Haldenrundwegs und der Urwaldtour führt. Der Verein achtet bei dem Lauf vor allem auf Klimaneutralität und Abfallvermeidung.
2019 fand in der Möllerhalle des Weltkulturerbes Völklinger Hütte eine Ausstellung mit dem Titel Made im Saarland. Industriekultur – Fotografien von Robby Lorenz zur Verabschiedung des Generaldirektors Meinrad Maria Grewenig statt. Sie bestand aus fünfzehn Fotografien der Bergehalden des Saarlandes, gespritzt auf Aluminium. Aufgenommen wurden diese Fotografien von Robby Lorenz, dem Artdirector der Saarbrücker Zeitung. Laut Grewenig war eins der Ziele der Ausstellung, die Bergehalden als mythische Orte mehr in das saarländische Bewusstsein zu bringen und sie auch mit der Völklinger Hütte zu verknüpfen. In diesem Sinne lautete der Eingangssatz der Ausstellung: „Der Ayers Rock des Saarlandes ist der Saarkohlenwald“.
In Zukunft soll auch die Bergehalde Luisentahl aus der Bergaufsicht entlassen werden. Ist dies geschehen, wird sie ebenfalls in den Rundweg integriert.

## Beschreibung
Der Wanderweg beginnt an der Siedlung Heinrichshaus, welche im 18. Jahrhundert für Wildhüter und Waldarbeiter angelegt wurde. Benannt wurde diese Siedlungen entweder nach Wilhelm Heinrich oder Heinrich Raubauch, welcher der erste Bewohner jener Siedlung war. Seit 1920 ist hier auch eine Saarbahn-Haltestelle vorhanden.
Von dort führt der Wanderweg gen Westen unter der Bundesautobahn 1 hindurch, über eine Römerstraße zu einem Bergmannspfad. Dieser Pfad wurde noch bis ins 20. Jahrhundert von Bergleuten für ihren Arbeitsweg genutzt. Anschließend erreicht man die ehemalige Bergarbeitersiedlung Von der Heydt.
Der Weg führt weiter in das Burbachtal und an der ehemaligen Grube Seilschacht vorbei bis zu dem Jagdhaus Pfaffenkopf. Weiter führt der Wanderweg am südlichen Ufer des Absinkweihers Frommersbach entlang und biegt dann in das Frommersbachtal ein und führt an dem Ortsrand von Altenkessel und dem Waldrand vorbei. Von dort führt der Weg weiter zum Fuß der Halde Luisentahl. Anschließend führt er weiter Richtung Norden durch einen Abschnitt des Püttlinger Walds und wieder zurück zu dem Absinkweihers Frommersbach.

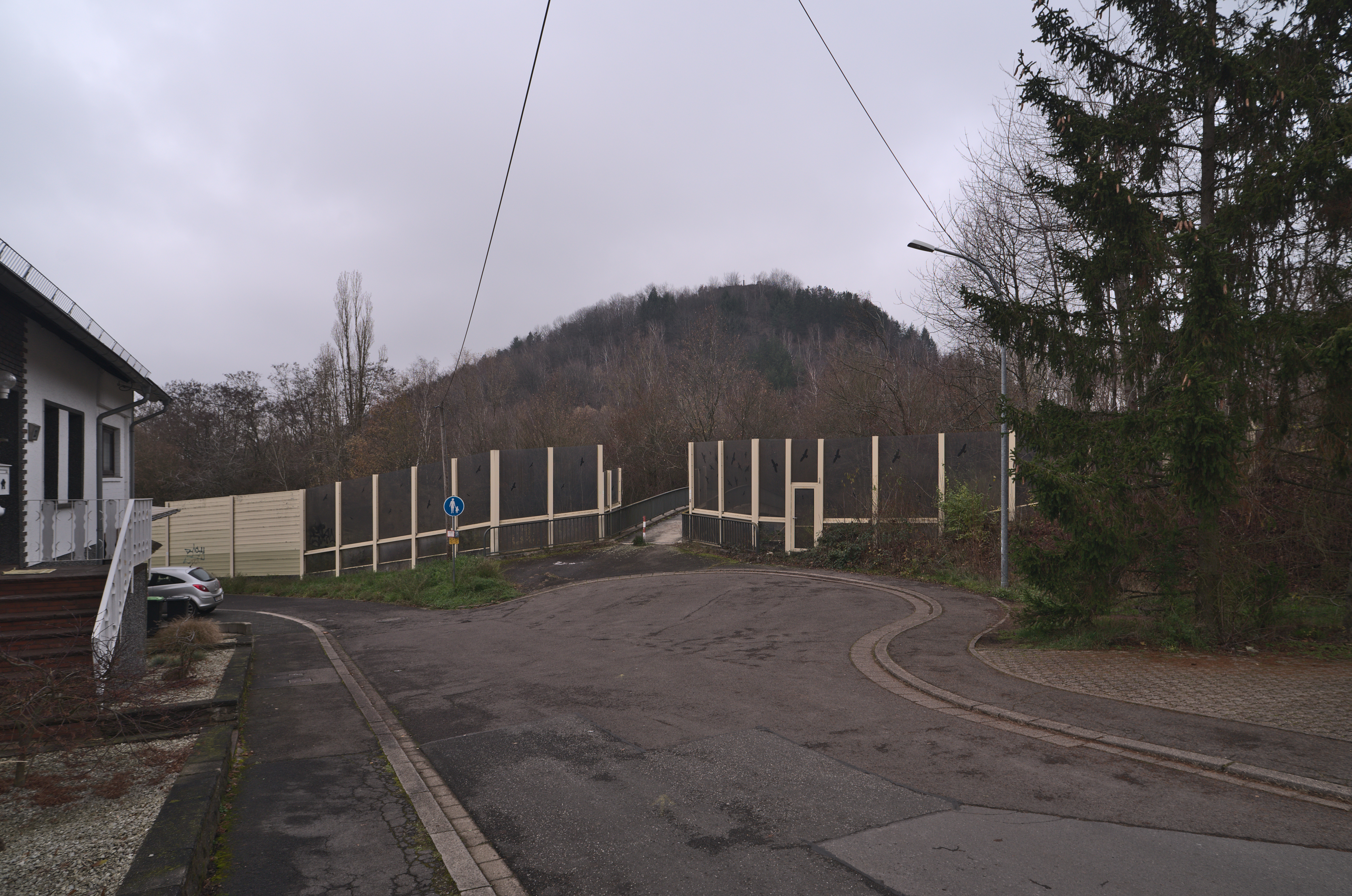
Die Bergehalde Viktoria von Süden gesehen

Schließlich betritt der Wanderweg Püttlingen. Von dort führt er auf die Bergehalde Viktoria. Diese bietet unter anderem eine Aussicht auf das naheliegende Köllertal. Von dort kehrt der Weg nach Osten um und führt durch den Köllertaler Wald nach Riegelsberg und an eben dieser Gemeinde entlang bis kurz vor Holz. Auf dem Weg dorthin passiert man auch Gesteinsbrocken des Holzer Konglomerats.

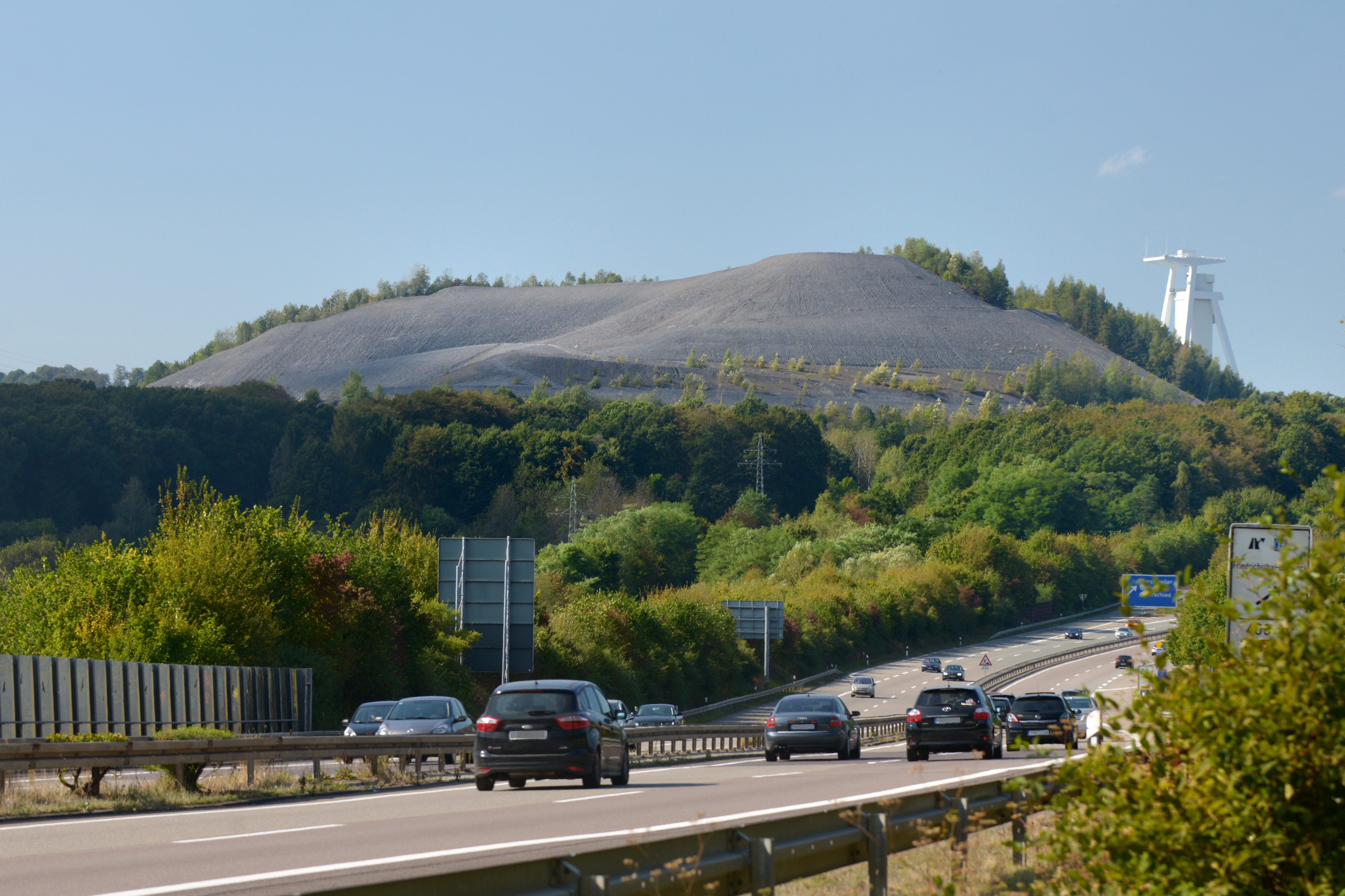
Bergehalde Göttelborn und Fördergerüst Schacht IV der ehemaligen Grube Göttelborn

Vor Holz biegt der Weg nach Osten ab und führt zudem Standort der ehemaligen Grube Göttelborn. Hier wird die Halde Göttelborn betreten. Von ihr aus hat man bei passendem Wetter einen Ausblick bis auf die Vogesen, den Schwarzwald und das Hunsrück. Daraufhin führt der Weg weiter südlich durch den Wald, an Quierschied vorbei. Dabei besteht auch die Möglichkeit einen Abstecher zu dem ehemaligen Knappschaftskrankenhaus zu machen. Dieses Krankenhaus wurde zwischen 1907 und 1910 für die  Bergarbeiter der Region erbaut.
Ansonsten überquert der Weg den Fischbach und führt weiter nach Brefeld. Hier wurde 1872 eine Grube geöffnet. Auch zu ihr gehört eine Bergehalde, welche jedoch mittlerweile im Vergleich zu den restlichen Halden komplett überwachsen ist. Es finden sich noch Ruinen von der ehemaligen Bergmannssiedlung in der Gegend.

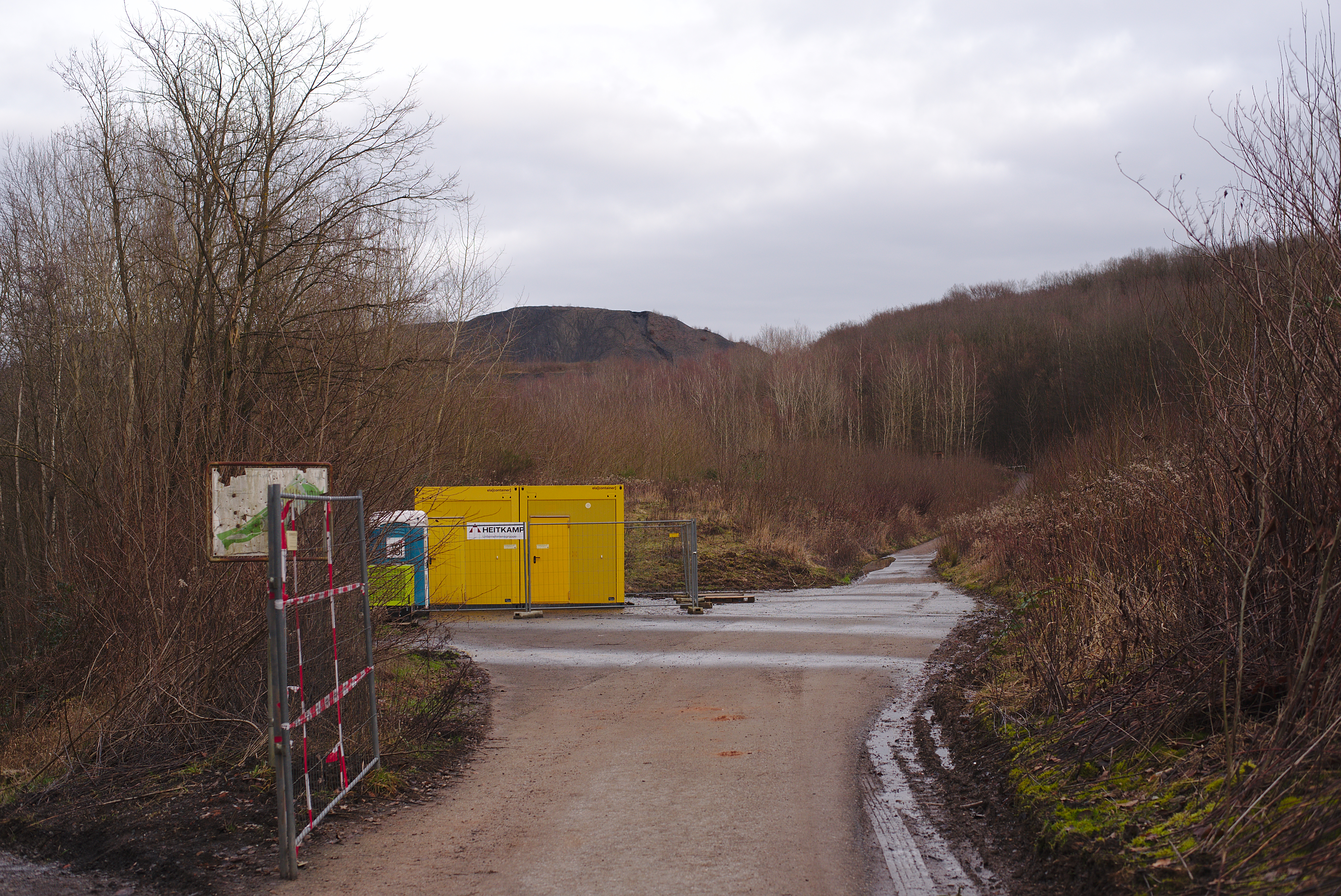
Blick von Süden auf die Halde Lydia

Von Brefeld aus geht der Weg dann weiter in Richtung Fischbach-Camphausen. Hier betritt der Wanderweg nun wieder den Saarkohlewald und führt auf die Bergehalde Lydia. Von ihr hat man Aussicht auf die dortige Grube, das angrenzende Dudweiler und die Halde Göttelborn. Diese Bergehalde wurde 2006 der Öffentlichkeit zugänglich gemacht. Das Plateau, welches sich über etwa 12 Hektar erstreckt, stellt dabei mit seiner schwarz-grauen Oberfläche einen Kontrast zu der Vegetation des Saarkohlenwaldes dar.
Weiter geht es entlang der Fischbachtalbahn Richtung Südwesten. Dabei wird die Bahnstrecke durch eine Unterführung passiert. Daraufhin wird der Fischbach zweimal überschritten, bis er am Absinkweiher Fischbachtal ankommt, welcher 1961 für die Grube Jägersfreude angelegt wurde. Mit Ende der dortigen Förderung 1968 wurde er dann renaturiert. Weiter den Fischbach abwärts befindet sich das ehemalige Fischbachbad, welches 1924–1926 erbaut und 1965 geschlossen wurde. Gut zu sehen ist noch der Brausepilz des Freibades. Nachdem der Weg dem Bachverlauf noch etwas folgt, überschreitet er abermals die Fischbachtalbahn und führt mit einer leichten Steigung zu der Bergehalde Grühlingstraße.
Danach führt der Wanderweg wieder hinab in das Fischbachtal und dann nach einer Unterführung unter der Bahnstrecke in das Waldschutzgebiet des Steinbachtals. Dort folgt der Weg einem der Zuflüsse des Steinbachs bergauf zu der Nauwies. Sie ist der ehemalige Standort des Kolbenhofes, welcher Vermutungen zufolge im Dreißigjährigen Krieg zerstört wurde. Auf älteren Karten trägt die Wiese den Namen Neue Wiese. Heutzutage wird sie vom Forst wegen ihrer wertvollen Fauna weiterhin gepflegt. Schließlich führt von einer nahegelegenen Kreuzung ein Bergmannspfad, welcher einst Rußhütte mit Von-der-Heydt verband, wieder zurück nach Heinrichshaus.